# اندرو براینیارسکی
اندرو براینیارسکی (انگلیسی: Andrew Bryniarski؛ زادهٔ ۱۳ فوریهٔ ۱۹۶۹) یک هنرپیشه اهل ایالات متحده آمریکا است.

## فیلم‌شناسی
از فیلم‌ها یا برنامه‌های تلویزیونی که وی در آن نقش داشته‌است می‌توان به بازگشت بتمن، کشتار با اره‌برقی در تگزاس، هر یکشنبه کذایی، مبارز خیابانی، زبری لازم، طرح و آموزش برتر اشاره کرد.